# Małgorzata Ruszkiewicz-Michalska
Małgorzata Ruszkiewicz-Michalska – doktor habilitowana nauk biologicznych, biolożka, mykolożka. Wieloletni wykładowca Uniwersytetu Łódzkiego Wydziału Biologii i Ochrony Środowiska. Pracownik Katedry Algologii i Mykologii na Uniwersytecie Łódzkim. 
Zajmuje się:
- taksonomią anamorf (głównie workowców Ascomycota, zwłaszcza z rodzajów Asteromella, Phoma, Phomopsis, Microsphaeropsis, Fusicoccum),
- roślinami i grzybami inwazyjnymi, ekspansywnymi i obcymi,
- grzybami mikroskopijnymi w zbiorowiskach roślinnych,
- grzybami związanymi z syndromem chorego budynku[1].

Jest jednym z autorów opracowania Wstępna lista grzybów mikroskopijnych Polski (około 5 tys. taksonów).

## Publikacje
- Wykaz publikacji naukowych prof. M. Ruszkiewicz-Michalskiej